# Sibling Rivalry
Sibling Rivalry (titulado Rivalidad fraternal en España y Rivalidad de hermanos y en Hispanoamérica) es el vigesimosegundo episodio de la cuarta temporada de la serie Padre de familia emitido el 26 de marzo de 2006 a través de FOX. Según la cuota de pantalla Nielsen, el capítulo fue visto por 7,95 millones de televidentes, en cuanto a las críticas, fueron dispares haciendo hincapié en el argumento y las referencias culturales.
El episodio está escrito por Cherry Chevapravatdumrong y dirigido por Dan Povenmire. Como artistas invitados, el capítulo cuenta con la colaboración de Randy Crenshaw, Gavi Dunne, Bob y John Joyce, Phil LaMarr y Wally Wingert.
La trama se centra en Peter y Lois por una parte y por Stewie en el argumento principal. Lois obliga a Peter a someterse a una vasectomia para no correr riesgos ante un posible embarazo, no obstante, antes de pasar al quirófano, decide donar su esperma. Sin embargo, tras la operación, Peter pierde el interés sexual y Lois empieza a comer de manera impulsiva debido a la frustración. Por otro lado, una pareja de lesbianas se somete a una fecundación in vitro con el esperma de Peter y da a luz a Bertram, el hermanastro de Stewie con el que se encontró en Emisión imposible y que amenaza con ocupar su lugar.

## Argumento
Ante la posibilidad de estar embarazada, Lois se somete a una prueba de embarazo que resulta dar negativo ante el alivio tanto de ella y de Peter, el cual accede a regañadientes a hacerse una vasectomia para prevenir más riesgos, no obstante, decide donar su esperma antes de la operación en caso de que los dos quisieran tener otro hijo, sin embargo, en un descuido, Peter destruye todas las muestras por accidente y opta por rellenarlas todas con su propio esperma. Nueve meses después, nace Bertram tras ser concebido por una pareja de lesbianas después de que una se sometiera a una fecundación in vitro.
El episodio retrocede a una semana después de la operación. Dos semanas después de la vasectomia, Peter pierde el interés sexual por Lois, la cual, frustrada por el rechazo de su marido a acostarse con ella, empieza a comer de manera impulsiva y a ganar peso de manera alarmante para su salud. Tal situación lleva a Peter a sentir repulsión hacia ella hasta que una noche realizan el coito de manera involuntaria recuperando así el interés por ella.
Tras descubrir su fetiche, Peter continúa alimentando a Lois para satisfacer sus deseos sexuales hasta tal punto de sufrir obesidad mórbida. Sin embargo, Lois empieza a sentirse y durante el acto sufre un infarto por lo que es trasladada de urgencia al hospital donde se recupera del corazón tras extraerle la grasa mediante una liposucción.
Por otro lado, Bertam vuelve a reencontrarse con Stewie, el cual le declara la guerra por el control del parque mediante varias acciones, tanto militares (con Lockheed F-117 Nighthawk y Bell AH-1 Cobra) hasta recurrir a armas biológicas tras contagiarle a Stewie la varicela. Tras perder la batalla, Stewie se recupera de su enfermedad y vuelve a desafiar a Bertram mediante un duelo de espadas en la que Stewie consigue vencer a su hermanastro.
Al caer la noche, Stewie parece haber matado a Bertram, sin embargo aparece plantando un pino mientras explica a un amigo que este admitió la derrota y huyó.

## Producción
El tema musical sobre la vasectomia fue escrito por Alec Sulkin junto a Borstein e interpretada por un grupo de cantantes profesionales del estudio. La orquestación estuvo dirigida por Walter Murphy. Seth MacFarlane calificó la pieza de "maravillosa". Para determinar cual de los dos debía someterse a la operación (en el caso de Lois: una ligadura de trompas), Peter retaba a Lois mediante una carrera hasta Boston, sin embargo la escena fue eliminada por razones de tiempo. En la misma escena, Lois escuchaba en su coche un sencillo de Shania Twain, no obstante tuvieron que prescindir también de la canción ya que según palabras de Dan Povenmire en el audiocomentario del DVD, ralentizaba la trama. Los productores de la película Ice Age colaboraron en la escena en la que Peter aparece junto a Scrat.
El equipo de producción estuvo debatiendo sobre si incluir a Bertram o no en el episodio después de varios años. También hubo varias escenas eliminadas o modificadas: en una, Stewie estaba jugando al ¿Dónde está Wally? en la revista Abercrombie & Fitch en la que decía a Brian: Pasa la página, estoy seguro que estará en el bolsillo de alguien, sin embargo tuvo que ser modificada por no ser lo "bastante graciosa". En otra escena, Peter cantaba Milkshake para entretener algunos presos, sin embargo las políticas de la cadena pidieron una modificación en la escena en la que Peter iba vestido con pantalones cortos, ya que en la original iba desnudo. Otra escena eliminada fue en la que Peter y Lois van a cenar a un restaurante cuando este primero va a avisar al chef de la llegada de su mujer, a lo que esta responde "si él no quiere tocarme, yo lo haré", pero fue desechada, sin embargo decidieron cambiar la frase del personaje por la de "si estoy tan gorda, es porque [él] no quiere tocarme".
El flashback de Stewie en el que aparece Peter junto a un sin techo al que deja a cargo de un equipo infantil de béisbol iba a ser una referencia a John Wayne Gacy, sin embargo tuvieron que cambiar la característica del personaje al "no asustar bastante" según comentaban en el borrador. La idea de que Stewie y Bertram se rieran durante el duelo mientras bajaban por el tobogán fue desechada en un principio por Povenmire, sin embargo su mujer le convenció de que no la quitara a pesar de discrepar en un principio. Durante la escena del "sexo obeso" de Peter y Lois, este primero repetía varias veces "ya casi, ya casi" pero no se incluyó en el episodio. La edición DVD del episodio en la que aparece Peter en el banco de esperma, este le dice a la recepcionista "tengo una cita para expulsar a un ruso blanco de mi Kremlin", a lo que ella contesta que no es menester utilizar palabras de doble sentido, no obstante Peter concluye la conversación al preguntarle por "dónde tiene que regar".